# La Dixie i la rebel·lió zombi
La Dixie i la rebel·lió zombi (en basc Dixie eta matxinada zonbia) és una pel·lícula d'animació del 2014 dirigida per Ricardo Ramón i Beñat Beitia, rodada originàriament en basc. És la continuació de Papa, sóc una zombi. Ha estat doblada al català.

## Sinopsi
Just quan a Dixie tot començava a anar-li bé a l'escola, apareixen amb males notícies els seus vells amics zombis, Isis i Gonner: la malvada Nigreda lidera una rebel·lió dels zombis contra els mortals, l'objectiu dels quals és conquistar el món. Com a portadora del màgic Azoth, només Dixie pot detenir-la.

## Recepció
El Correo va fer una crítica positiva a la pel·lícula i la va comparar favorablement amb companyies i directors d'animació populars com Walt Disney, Hayao Miyazaki, i DreamWorks. En contrast, Time Out Barcelona va classificar la pel·lícula amb només dues estrelles i la va criticar com massa avorrida i sense el nervi i l'estructura del seu predecessor. Guia del Ocio en fa una comparació favorable contra les pel·lícules de Tim Burton Malson abans de Nadal i La núvia cadàver.
20 Minutos van assenyalar la pel·lícula com a seqüela de Papà, sóc una zombi, amb el retorn dels directors del primer film i el repartiment de veu.
Close-UpFilm generalment elogiava la pel·lícula i va escriure que era "un bon rellotge, però pot ser una mica desagradable a vegades i no es resumeix en termes de por, fins i tot per a una pel·lícula per a nens."

## Estrena
La pel·lícula es va estrenar el 21 de setembre de 2014 al Festival Internacional de Cinema de Sant Sebastià, i es va projectar a l'octubre al Festival do Rio, així com al novembre al Festival Internacional de Cinema de Mar del Plata.
El projecte va comptar amb projeccions gratuïtes d'estrena infantil l'1 de novembre de 2014 a Madrid, Barcelona, Sevilla, València, i Bilbao, amb entrades atorgades mitjançant la participació en un concurs, i va seguir el 7 de novembre amb una estrena àmplia a tot Espanya.

## Nominacions
- Medalles del Cercle d'Escriptors Cinematogràfics de 2014: Millor pel·lícula d'animació.[13]
- XXIX Premis Goya: Goya a la millor pel·lícula d'animació.[14]